# سيرك (أغنية)
«سيرك» أو «سيركس» (بالإنجليزية: Circus) هي أغنية للمغنية الأمريكية بريتني سبيرز، من ألبومها السادس الذي يحمل نفس الإسم. أصدرت تسجيلات جايف الأغنية كثاني أغنية منفردة من الألبوم في 2 ديسمبر، 2008
بعد استماع سبيرز للأغنية لأول مرة، قررت أن تطرح ألبوماً وتدير جولة حول العالم من وحي السيرك، «سيركس» هي أغنية بوب إلكترونية وراقصة، تتحدث عن أن يكون الشخص فناناً ويصنع العروض. إستقبل النقاد الأغنية بشكل جيد، ومدحوا ثقة سبيرز بنفسها في الأغنية ومدحوا إنتاج الاغنية الإلكتروني. أخذت الأغنية نجاحاً تجارياً ودخلت قوائم أفضل 10 أغاني في أستراليا، كندا، الدنمارك، نيوزيلندا والسويد ووصلت قوائم أفضل 20 أغنية في عدة دول أوروبية. في الولايات المتحدة أخذت المركز الثالث بالبيلبورد لأفضل 100 أغنية، وهي ثاني أعلى أغانيها مبيعاً في الولايات المتحدة، لبيعها ما يقارب 3,1 مليون نسخة هناك.
في الفيديو المرافق للأغنية والذي طرح في 4 ديسمبر، تظهر سبيرز كفنانة في حلبة سيرك مع عدة مقدمين عروض، وتظهر مشاهد لسبيرز تؤدي العروض وترقص. إستقبل الفيديو نقداً حسناً من النقاد، ولكن هاجمت جمعية حقوق الحيوان PETA الفيديو وسبيرز، لاستخدامها أسود وفيلة مدربة بشكل قاسي وعنيف.
كانت الأغنية افتتاح جولة السيرك بطولة بريتني سبيرز، بارتدائها بذلة مستوحاة من مقدمي عروض السيرك، أدت سبيرز الأغنية أيضاً في جولتها المحلية «بريتني: بيس اوف مي».

## الوصلات الخارجية
- فيديو كليب "سيرك" على يوتيوب